# Towarzystwo Literatury Fińskiej
Towarzystwo Literatury Fińskiej (Fińskie Towarzystwo Literackie, fiń. Suomalaisen Kirjallisuuden Seura, SKS) – fińska organizacja założona w 1831 roku, prowadząca działalność naukową, kulturalno-oświatową i wydawniczą. Jednym z pierwszych osiągnięć SKS była publikacja Kalevali, fińskiego eposu narodowego (1835).

## Historia

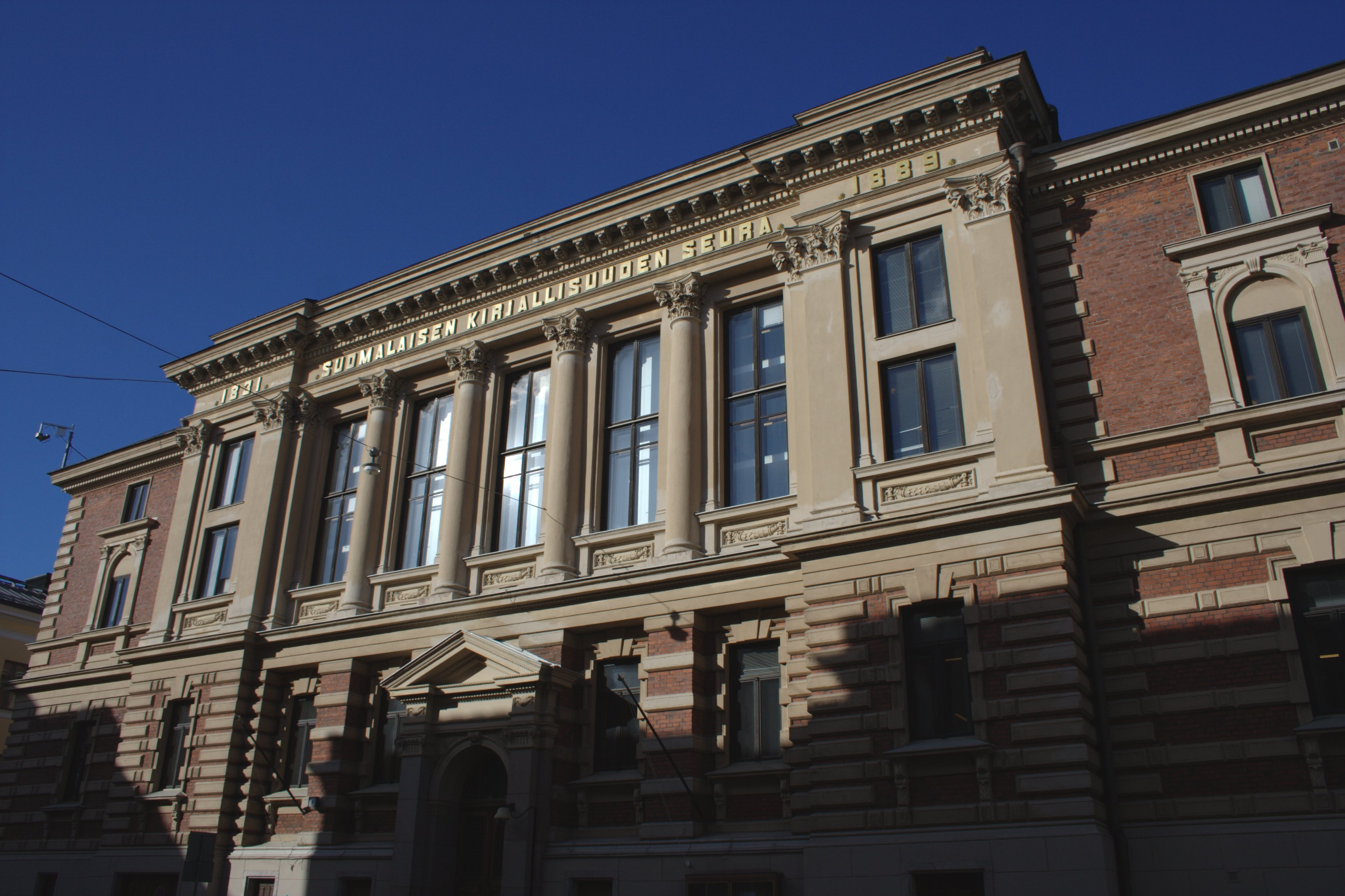
Fasada siedziby Towarzystwa Literatury Fińskiej; Helsinki, Hallituskatu 1. Budynek został wzniesiony 1890 roku według projektu Sebastiana Gripenberga.

Towarzystwo Literatury Fińskiej zrodziło się na fali ogólnoromantycznego zainteresowania przeszłością i poszukiwania własnych korzeni w kulturze ludowej. Było także fińską reakcją na dominację kultury szwedzkiej i języka szwedzkiego w Finlandii. Mieściło się zatem w ruchu fennomanów i stanowiło ważny element fińskiego odrodzenia narodowego.
Założycielami Towarzystwa Literatury Fińskiej byli ludzie związani z Królewską Akademią w Turku, którzy spotykali się w soboty, aby dyskutować o zagadnieniach literackich i filozoficznych (zwłaszcza o filozofii Hegla). Wzorców ideologicznych dostarczała im twórczość historyczna Henrika Gabriela Porthana, a organizacyjnych – kluby literackie powstające licznie pod koniec XVIII w. Po przeniesieniu uniwersytetu po wielkim pożarze Turku (1827) było to środowisko związane z Uniwersytetem Helsińskim (od 1829). Zwano ich „grupą Nervandera” lub Sobotnim Towarzystwem (Lauantaiseura). W 1831 roku przekształcili się w formalną organizację, zmierzającą do pogłębienia znajomości kultury fińskiej (sami działacze posługiwali się wówczas najczęściej językiem szwedzkim). W gronie założycieli towarzystwa znaleźli się pisarze, działacze społeczni i naukowcy, m.in. Matias Aleksanteri Castrén, Fredrik Cygnaeus, Gabriel Rein, Fredrika Runeberg, Johan Runeberg, Johan Wilhelm Snellman. 
Pierwsze zebranie SKS odbyło się 16 lutego 1831 roku w domu fińskiego językoznawcy Carla Niclasa Keckmana. Sekretarzem towarzystwa został Elias Lönnrot, a jednym z pierwszych zadań organizacji było zgromadzenie funduszy potrzebnych Lönnrotowi na wyprawę etnograficzną do rosyjskiej Karelii Białomorskiej. Wyprawa ta zaowocowała wydaniem pierwszej wersji Kalevali, co miało istotne znaczenie dla rozwoju kultury fińskiej, a także dla powstania karelianizmu. 
Również dziełem Lönnrota jest ówczesny neologizm w nazwie organizacji: kirjallisuus (literatura).
W XIX w. przewodniczącymi Towarzystwa Literatury Fińskiej (oprócz Lönnrota) byli m.in. Gabriel Rein (1841–53 i 1863–67), Johan Wilhelm Snellman, Yrjö Koskinen.
Do najbardziej znaczących publikacji towarzystwa należą: Kalevala (1835 i 1849), zbiór run Kanteletar, czyli stare pieśni i wiersze fińskie (1840), a także powieść Aleksisa Kivi Siedmiu braci (1870).

## Cele i formy działania
Głównym celem Towarzystwo Literatury Fińskiej jest promowanie kultury fińskiej, ochrona fińskiego dziedzictwa kulturowego, w szczególności w literatury języku fińskim i fińskiej tradycji, oraz upowszechnianie wyników badań nad tym dziedzictwem.
Przy towarzystwie działają Archiwum Literatury, Archiwum Folklorystyczne, Archiwum Sztuki Ludowej w Joensuu, biblioteka, dział wydawniczy, Centrum Informacji o Literaturze Fińskiej (Suomen kirjallisuuden tiedotuskeskus; ang. Finnish Literature Exchange, akronim FILI).